# Matt Walker (baterista)

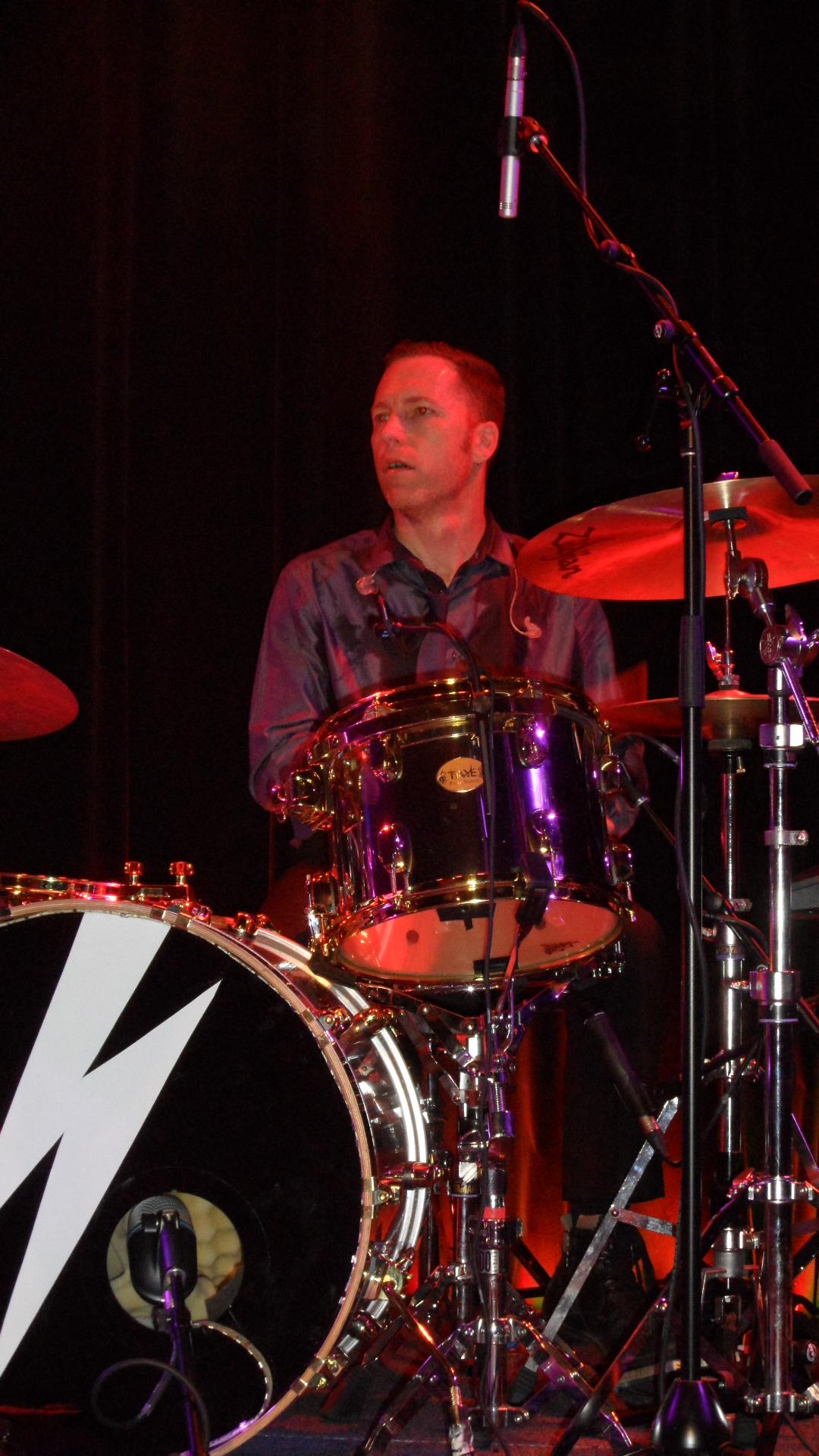
El baterista Matt Walker, tocando con la banda Sons of the Silent Age en el Wire de Berwyn, Illinois (suburbio de Chicago)

Matt Walker es un baterista estadounidense. Tocó para Filter y The Smashing Pumpkins.
Walker llegó a los Smashing Pumpkins para llenar el espacio que dejó en la batería el miembro fundador Jimmy Chamberlin luego de que fuese despedido por lo sucedido en un hotel de Nueva York, en que él y el teclista Jonathan Melvoin sufrieran una sobredosis de heroína y Melvoin falleciera a causa de ésta.
Walker terminó la gira de Mellon Collie and the Infinite Sadness con la banda (1996 - 1997). También participó en la grabación de la canción The End Is the Beginning Is the End para la película Batman y Robin. También apareció en el video musical de esa canción, dirigido por Joel Schumacher. Fue uno de los bateristas que participaron en la grabación del disco Adore. En 1998, también colaboró en el disco Let it Come Down, de James Iha.
Cuando se le ofreció continuar con la gira de Adore, declinó, y fue reemplazado por Kenny Aronoff. De todos modos, Walker volvió a tocar con Smashing Pumpkins en su concierto de despedida el 2 de diciembre de 2000. En él, fue el percusionista en la canción Muzzle y tocó la batería en 1979, ya que Jimmy Chamberlin había bajado a tocar la guitarra acústica.
Más tarde, tocó con Garbage, luego durante la época solista de Billy Corgan y, por último, con Morrissey.